# مشروع غابرييل
مشروع غابرييل (بالإنجليزية: Project GABRIEL) كان تَحْقيقًا يهدف إلى دراسة تأثير الغبار النووي الناتج من حصول حرب نووية. وافترضت هيئة الطاقة الذرية الأمريكية بأن النَّظِير المُشِعّ سترونتيوم-90 يُشَكِّل الخطر الأعظم على الحياة على مستوى العالم، وقادت تلك الفرضية إلى إطلاق مشروع سانشاين (بالإنجليزية: Project SUNSHINE) الذي سَعَى لَفَحْص مستويات السترونتيوم-90 في الأنسجة والعظام البشرية (خاصة حَدِيثِي الولادة) من العَيِّنَات المجموعة من أنحاء العالم.